# Topsail Beach
Topsail Beach – miasto w Stanach Zjednoczonych, w stanie Karolina Północna, w hrabstwie Pender.